# Leopold Trepper
Abbildung von Leopold Trepper in hohem Alter

Link zum Bild

Leopold Trepper (* 23. Februar 1904 in Nowy Targ, Österreich-Ungarn; † 19. Januar 1982 in Jerusalem) war ein polnischer Kommunist und ein bedeutender Agent der sowjetischen Auslandsspionage (GRU).

## Leben
Leopold Trepper war der Sohn eines jüdischen Landmaschinen- und Saatguthändlers. Politisch war er zunächst in einer Gruppe der sozialistisch-zionistischen Jugendbewegung HaSchomer haZaʿir aktiv. Noch in Galizien wurde er Kommunist. Von der polnischen Polizei verfolgt, floh Trepper 1924 nach Palästina. Dort schloss er sich einer Gruppe der HaSchomer haZaʿir im Kibbuz Mischmar haʿEmeq an, wo er 1926 Zofia Poznańska kennenlernte. Beide schlossen sich der Palästinensischen Kommunistischen Partei an, weil er sich im Kibbuz schlecht behandelt und ausgenutzt fühlte und diese die einzige Partei war, in der Juden und Araber gleichberechtigt waren. Trepper zog nach Tel Aviv und gründete die Ichud als legale Organisation, deren Mitglieder überwiegend aus dem jemenitisch besiedelten Stadtteil Kerem haTeimanim stammten.
Wegen seiner kommunistischen Aktivitäten wurde er 1929 von den Briten in Akko im Central Prison in der Zitadelle interniert.
Um 1930 floh Trepper vor den Verfolgungen der britischen Mandatspolizei nach Moskau, der Verfolgungsdruck war stark, auch andere wie etwa sein Parteigenosse Joseph Berger mussten Palästina verlassen. Dort studierte Trepper und war anschließend Redakteur einer jiddischen Zeitung. Vor der Verfolgung durch den stalinistischen Geheimdienst NKWD rettete er sich in den sowjetischen Militär-Geheimdienst GRU. Seine geheimdienstliche Tätigkeit nahm er 1938 in Brüssel (Belgien) auf.
Getarnt als kanadischer Geschäftsmann organisierte er von dort aus einige der Aktivitäten der westeuropäischen Widerstandsgruppen der Roten Kapelle, wie sie später von der Gestapo und Funkabwehr genannt wurde. Trepper hatte die Decknamen Grand Chef, Otto, Adam Mickler und Jean Gilbert und wurde von Anatoli Markowitsch Gurewitsch unterstützt.
Nach Ausbruch des Zweiten Weltkriegs beschloss die Moskauer Zentrale, Gurewitsch als Stellvertreter von Trepper in Belgien zu belassen. Nach dem Einmarsch deutscher Truppen musste Trepper Belgien sofort verlassen. Gurewitsch, als uruguayischer Geschäftsmann getarnt, übernahm die von Trepper aufgebaute Gruppe. Im März 1941 gelang es Leopold Trepper und Leon Großvogel, im besetzten Frankreich und Belgien Handelsfirmen zu gründen, die Simex in Paris mit einer Filiale in Marseille und die Simexco unter Leitung Gurewitschs in Brüssel. Dank vielfältiger Verbindungen auch zu deutschen Wehrmachtsstellen florierten die Geschäfte.
Die westeuropäischen Gruppen der Roten Kapelle warnten Stalin im Frühjahr 1941 vergeblich vor der bevorstehenden deutschen Invasion. Doch Stalin, der nicht an einen deutschen Überraschungsangriff glaubte, wollte Hitlers Angriffsabsicht bis zum Kriegsbeginn nicht zur Kenntnis nehmen. (Der Hintergrund dazu: Am 23. August 1939 wurde der Nichtangriffsvertrag zwischen Deutschland und der Union der Sozialistischen Sowjetrepubliken geschlossen und zusätzlich durch den Grenz- und Freundschaftsvertrag vom 28. September 1939 bekräftigt.)
1942 meldete die Roten Kapelle die bevorstehende deutsche Kaukasus-Offensive, wodurch der Widerstand während der Schlacht von Stalingrad rechtzeitig organisiert werden konnte. Trepper wurde am 24. November 1942 in Paris von der Gestapo verhaftet und ging zum Schein auf das Angebot ein, als Doppelagent ein Funkspiel für Heinrich Müller zu betreiben. Er floh am 13. September 1943 aus der Gestapo-Haft und flog schließlich am Kriegsende nach Moskau, wo er verhaftet wurde.
Von 1945 bis 1953 war Leopold Trepper in der Moskauer Lubjanka inhaftiert, weil Stalin Angst hatte, er könne Einzelheiten über das Debakel nach dem 22. Juni 1941 berichten. 1954 wurde er rehabilitiert und ging mit seiner Familie unter einem alten Decknamen aus der Zeit vor seiner Emigration nach Palästina, Leib Domb, in die Volksrepublik Polen. Dort wurde er Leiter des Verlages Idisz Buch und Vorsitzender des Jüdischen Sozio-Kulturellen Verbandes TSKŻ.
Anlässlich des Sechstagekrieges 1967 hielt der Parteichef der Polnischen Vereinigten Arbeiterpartei, Władysław Gomułka, eine antisemitische Hetzrede, und als im Frühjahr 1968 Studentenunruhen ausbrachen, war eine staatlich organisierte antiisraelische Kampagne die Folge. Sie war der Grund für die Emigration des größten Teils der polnischen Juden. Trepper wurde die Ausreise wegen seiner herausgehobenen Stellung verweigert und er wurde unter Hausarrest gestellt. Erst nach Protesten – vor allem aus dem westlichen Ausland – konnte er 1972 nach Israel ausreisen, wo er bis zu seinem Tod lebte und einen Lebensbericht veröffentlichte. Bei seiner Beerdigung heftete Ariel Scharon einen Orden an seinen Sarg.
Nach seinem Tod wandten sich seine Witwe Ljuba Trepper (geb. לְיוּבָּה בְּרוֹיְדֹא Ljuba Broido, russisch Люба Брауде) und die Söhne Michel (1931 geboren) und Edgar (Jahrgang 1936) an die Organisation der Partisanen und Untergrundkämpfer in Israel (אִרְגּוּן הַפַּרְטִיזָנִים וְלוֹחֲמֵי הַמַּחְתֶּרֶת בְּיִשְׂרָאֵל) und baten um Unterstützung bei der Einrichtung einer Gedenkstätte für die Kämpfer der Roten Kapelle. Treibende Kraft hinter der Einrichtung dieser Stätte war schließlich Alexander ‘Olek’ Poznański (אלכסנדר אולק פוזננסקי), älterer Bruder Zosia Poznańskas, der beim Jüdischen Nationalfonds (JNF-KKL) arbeitete. Im Tal des Nachal Nachschon, wo es sich westlich der Talenge Schaʿar haGai weitet, ließ JNF-KKL die Gedenkstätte für die Rote Kapelle errichten, die er im Juni 1983 feierlich einweihte.

## Schriften
- Le grand Jeu. Albin Michel, Paris 1975. Übersetzung ins Deutsche:
  - Die Wahrheit. „Ich war der Chef der Roten Kapelle.“ Autobiographie. Übers. Margaret Carroux unter ihrem Pseudonym Emmi Heimann. Kindler, München 1975, ISBN 3-463-00643-X (mit Bildern und Dok.)[4] Taschenbuchausgabe:
  - Die Wahrheit. Autobiographie. Übers. wie vor. dtv, München 1978, ISBN 3-423-01387-7 (mit Dokumenten). Weitere Ausgabe:
  - Die Wahrheit: Autobiographie des „Grand Chef“ der Roten Kapelle. Ahriman-Verlag, Freiburg 1995, ISBN 3-89484-554-6 (eingeschränkte Vorschau in der Google-Buchsuche).

## Filme
- 1970 drehte die DEFA den Film KLK an PTX – Die Rote Kapelle von Horst E. Brandt nach einem Drehbuch von Wera und Claus Küchenmeister.[6]
- 1972 gab es die mehrteilige TV-Serie Die rote Kapelle von Franz Peter Wirth nach einem Drehbuch von Peter Adler und Hans Gottschalk.[7]
- 1988 erschien in Frankreich der Film L'Orchestre rouge von Jacques Rouffio nach einem Drehbuch von Gilles Perrault.[8]
- 2003 wurde der Film Die Rote Kapelle von Stefan Roloff in der Gedenkstätte Deutscher Widerstand uraufgeführt.[9]